# 第四代戰鬥機

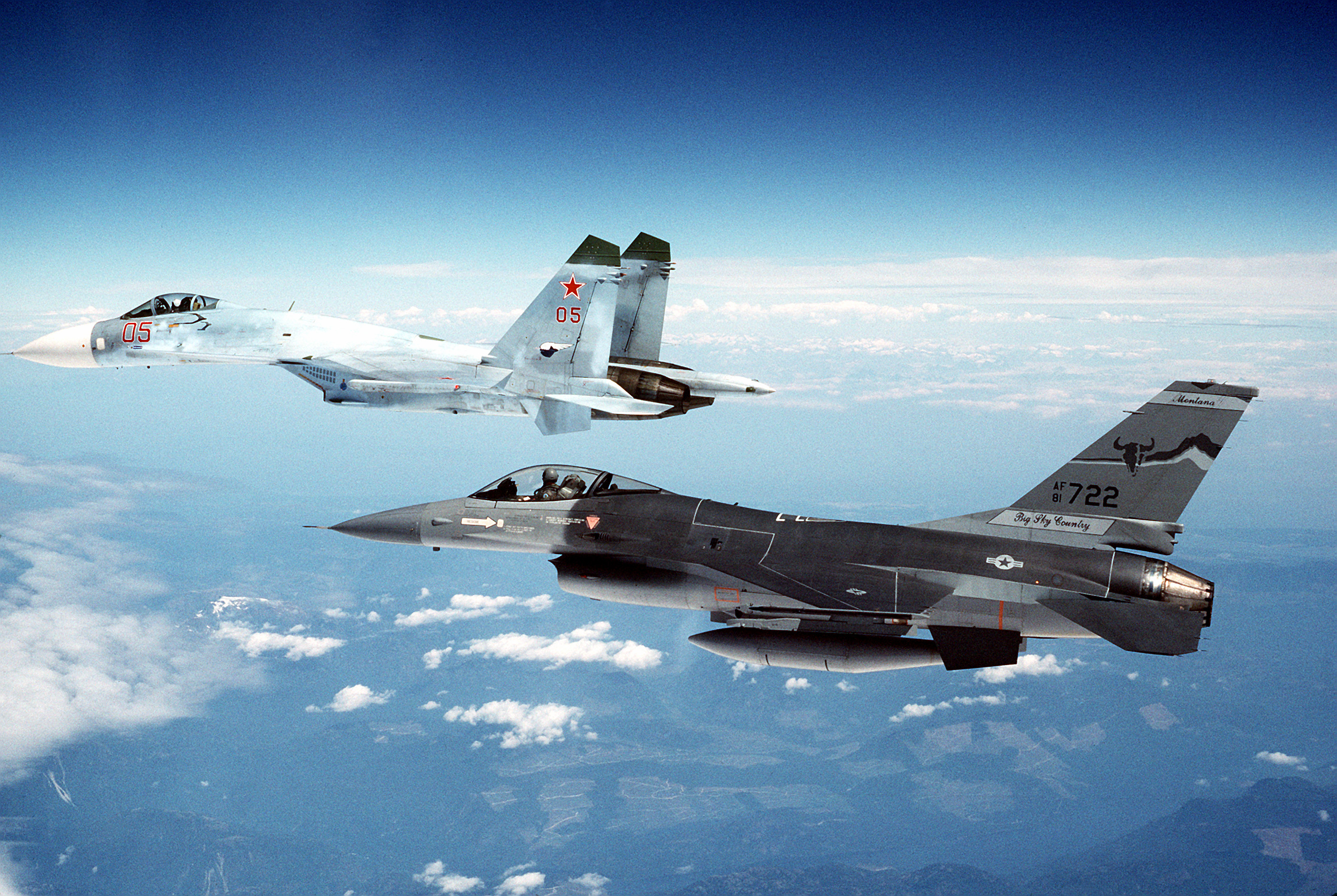
苏联空军Su-27与美国空军F-16

第四代戰鬥機是指第二次世界大战結束後，繼第三代戰鬥機出現及具備這個世代特徵的戰鬥機。這代戰鬥機於1970年代中後期起陸續服役，而四代機與前代相比較大分別之處，包括重視機動性多於高速性能，並且大量應用電子科技提升飛行及作戰性能。
四代機吸收了1960年代至1970年代初，三代機參與六日戰爭、越南战争及贖罪日戰爭期間，在多場空戰中的使用經驗，配合電子科技在1970年代的發展，渦扇引擎的實用化，複合材料的應用，還有局部採用匿蹤技術的嘗試，使這代戰鬥機具備高推重比、採用電傳飛控系統、重視機動性、配備可發現及追踪低空目標的多功能雷達，並成為第四代戰鬥機的特徵。
這代機型在1980年代起活躍於多場戰爭，至2000年代仍是多數國家空軍的主力，由於持續的升級改良，預期第四代戰鬥機可應用到2040年代。
需要注意的是，儘管有說法認為美国曾很长时间称呼这类战机为第三代战机，但這事實上是錯誤的。早在20世紀末，美國政府便將F-15、F-16等戰機稱之為第四代戰機。

## 特徵
除了多用途和精密航電的發展方向大致不變以外，第四代戰鬥機放棄對高速，高翼負荷的設計追求，轉而擴展飛機在不同高度與速度下的運動性，其中又以美國空軍約翰·柏伊德上校提出的能量運動理論（Energy  Maneuverability Theory, EM）對第四代許多飛機設計的影響最深。運用新材料與技術開發的大推力渦輪扇發動機開始廣泛運用於第四代戰鬥機上，取代過去的渦輪噴射發動機。新型發動機推力提升的同時降低燃料的消耗，使得體積較小的機型也有機會擁有較長的航程，像是F-16A使用內載燃料的航程比F-15A還要高。因為第四代戰鬥機在只有攜帶一部分燃料以及兩枚飛彈的情況下，多數可以達到推力大於重量的狀態，也就是推重比大於一，使得許多廠商經常以此作為廣告的促銷手段之一。

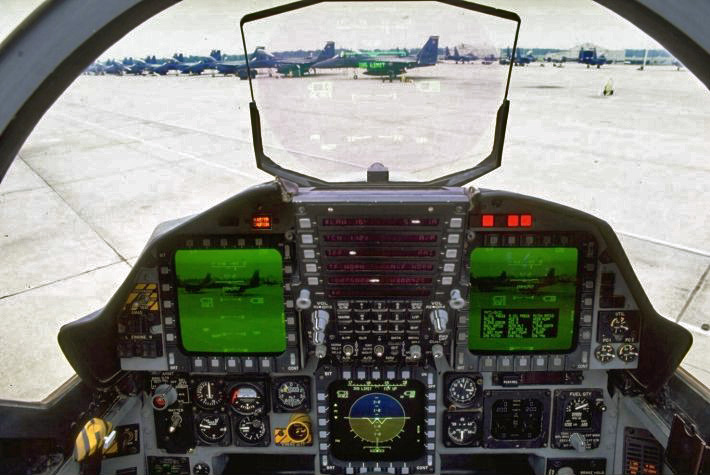
F-15E的數位式駕駛艙

第四代開始引入線傳飛控與静不稳定的設計概念搭配，完全顛覆過去的氣動力設計方式和飛行控制機構。靜不穩定的理論早已存在，可是傳統的控制系統無法以每秒數十次以上的頻率不斷改變控制面的角度，維持穩定飛行。直到線傳飛控搭配電腦系統成熟化之後，靜不穩定設計能夠更充分運用機身產生的升力，提升運動性等優點方才露出實用化的曙光。其中又以F-16戰鬥機為採用的先驅者。在F-16之後許多國家紛紛跟進，在改良型或者是嶄新設計的型號上採用。
數位電腦成熟與超高速晶片的量產，將過去使用與顯示非常複雜的雷達改頭換面，以多樣化的圖形和文字顯示更多的資訊，提高飛行員的狀態意識（Situation Awareness，SA）。同樣的技術與產品激發出另外一條路線的發展是飛行儀表電腦化（也稱之為數位化或者是玻璃座艙），利用多功能，單色或者是彩色的陰極（CRT）或者是液晶（LCD）顯示螢幕取代以往的指針儀表，過去令人眼花撩亂的儀表板被大小不同的方型螢幕所取代，這些螢幕除了顯示被取代的儀表的資訊以外，還可以整合不同來源的訊息，利用重合或者是切換的方式提供，例如將彩色數位地圖與導航系統整合之後，可以在螢幕上顯示出目前飛機在地圖上的位置和附近的地形。
此外，第三代設計為了降低高速下的阻力，座艙罩的外型需要與機身配合而犧牲飛行員的視野，在第四代大幅改進，採用泡型艙罩或者是類似的設計，讓飛行員能夠更有效的掌握週遭的狀況。

## 機型
尽管这些飞机在中文中有時會被誤称作第三代战机，但是事實上美國政府一直稱其为第四代戰機。这些战机中较先进的型号和升级型号一般被称作“四代半战机”。最早服役的四代機是1970年試飛的美國F-14雄貓式艦載戰鬥機，於1974年裝備美國海軍航空隊。
| 開發國家/地区                 | 型號               | 生產公司                              | 現狀         | 圖片 |
| ----------------------------- | ------------------ | ------------------------------------- | ------------ | ---- |
| 美国                          | F-14               | 格魯曼                                | 現役(停產)   |      |
| 美国                          | F-15               | 麥道                                  | 現役(停產)   |      |
| 美国                          | F-16               | 通用動力 洛克希德 洛克希德·馬丁       | 現役(在產)   |      |
| 美国                          | YF-17              | 諾斯洛普公司                          | 發展為F/A-18 |      |
| 苏联/ 俄羅斯                  | 米格-31            | 米高揚                                | 現役(停產)   |      |
| 苏联/ 俄羅斯                  | 蘇-27              | 蘇霍伊                                | 現役(停產)   |      |
| 苏联/ 俄羅斯                  | 米格-29            | 米高揚                                | 現役(停產)   |      |
| 法國                          | 幻影2000           | 達梭航太                              | 現役(停產)   |      |
| 美国                          | F/A-18             | 諾斯洛普公司 麥道 波音                | 現役(停產)   |      |
| 法國                          | 幻影4000           | 達梭航太                              | 計畫中止     |      |
| 日本 · 美国                   | F-15J              | 三菱重工 麥道                         | 現役(停產)   |      |
| 美国                          | F-16XL             | 通用動力                              | 計畫中止     |      |
| 美国                          | F-20               | 諾斯洛普公司                          | 計畫中止     |      |
| 俄羅斯                        | 米格-29M           | 米高揚                                | 現役(在產)   |      |
| 法國                          | 阵风战斗机         | 達梭航太                              | 現役(在產)   |      |
| 英国                          | BAe EAP            | 英國宇航                              | 計畫中止     |      |
| 美国                          | F-15E              | 麥道 波音                             | 現役(停產)   |      |
| 以色列                        | 獅式戰鬥機         | 以色列航太工業                        | 計畫中止     |      |
| 苏联/ 俄羅斯                  | 雅克-141           | 雅克列夫                              | 計畫中止     |      |
| 苏联/ 俄羅斯                  | 蘇-33              | 蘇霍伊                                | 現役(停產)   |      |
| 苏联/ 俄羅斯                  | 蘇-35              | 蘇霍伊                                | 現役(在產)   |      |
| 俄羅斯                        | 米格-29K           | 米高揚                                | 現役(停產)   |      |
| 瑞典                          | JAS 39             | 紳寶集團                              | 現役(在產)   |      |
| 中華民國                      | F-CK-1經國號戰鬥機 | 漢翔航空工業                          | 現役(停產)   |      |
| 苏联/ 俄羅斯                  | 蘇-30              | 蘇霍伊                                | 現役(在產)   |      |
| 苏联/ 俄羅斯                  | 蘇-34              | 蘇霍伊                                | 現役(在產)   |      |
| 英国 · 德国 · 義大利 · 西班牙 | 颱風戰鬥機         | 歐洲戰機公司                          | 現役(在產)   |      |
| 日本 · 美国                   | F-2                | 三菱重工 洛克希德·馬丁                | 現役(停產)   |      |
| 美国                          | F/A-18E/F          | 麥道 波音                             | 現役(在產)   |      |
| 俄羅斯                        | 蘇-37              | 蘇霍伊                                | 計畫中止     |      |
| 俄羅斯                        | 蘇-47              | 蘇霍伊                                | 計畫中止     |      |
| 中华人民共和国                | 歼-10              | 成都飛機工業集團                      | 現役(在產)   |      |
| 中华人民共和国 · 俄羅斯       | 殲-11              | 瀋陽飛機工业集团 蘇霍伊               | 現役(停產)   |      |
| 俄羅斯                        | 米格1.44           | 米高揚                                | 計畫中止     |      |
| 印度                          | 光輝戰鬥機         | 印度斯坦航空有限公司                  | 現役(在產)   |      |
| 中华人民共和国 · 巴基斯坦     | FC-1/JF-17         | 成都飛機工业集团 巴基斯坦航空綜合企業 | 現役(在產)   |      |
| 俄羅斯                        | 米格-35            | 米高揚                                | 現役(在產)   |      |
| 中华人民共和国                | 殲-15              | 瀋陽飛機工業集团                      | 現役(在產)   |      |
| 美国                          | F-15SE             | 波音                                  | 計畫中止     |      |
| 中华人民共和国                | 殲-16              | 瀋陽飛機工业集团                      | 現役(在產)   |      |
| 美国                          | F-15EX鹰II式战斗机 | 波音                                  | 現役(在產)   |      |
| 中华人民共和国                | L-15B              | 江西洪都航空工业集团                  | 現役(在產)   |      |
| · 印度尼西亞                  | KF-21 Block I/II   | 韓國航空宇宙產業 印尼航太             | 在產         |      |
|                               | FA-50 Block20      | 韓國航空宇宙產業                      | 在產         |      |
| 印度                          | 光輝戰鬥機 Mk2     | 印度斯坦航空有限公司                  | 開發中       |      |
| 印度                          | TEDBF              | 印度斯坦航空有限公司                  | 開發中       |      |

## 四代半戰鬥機

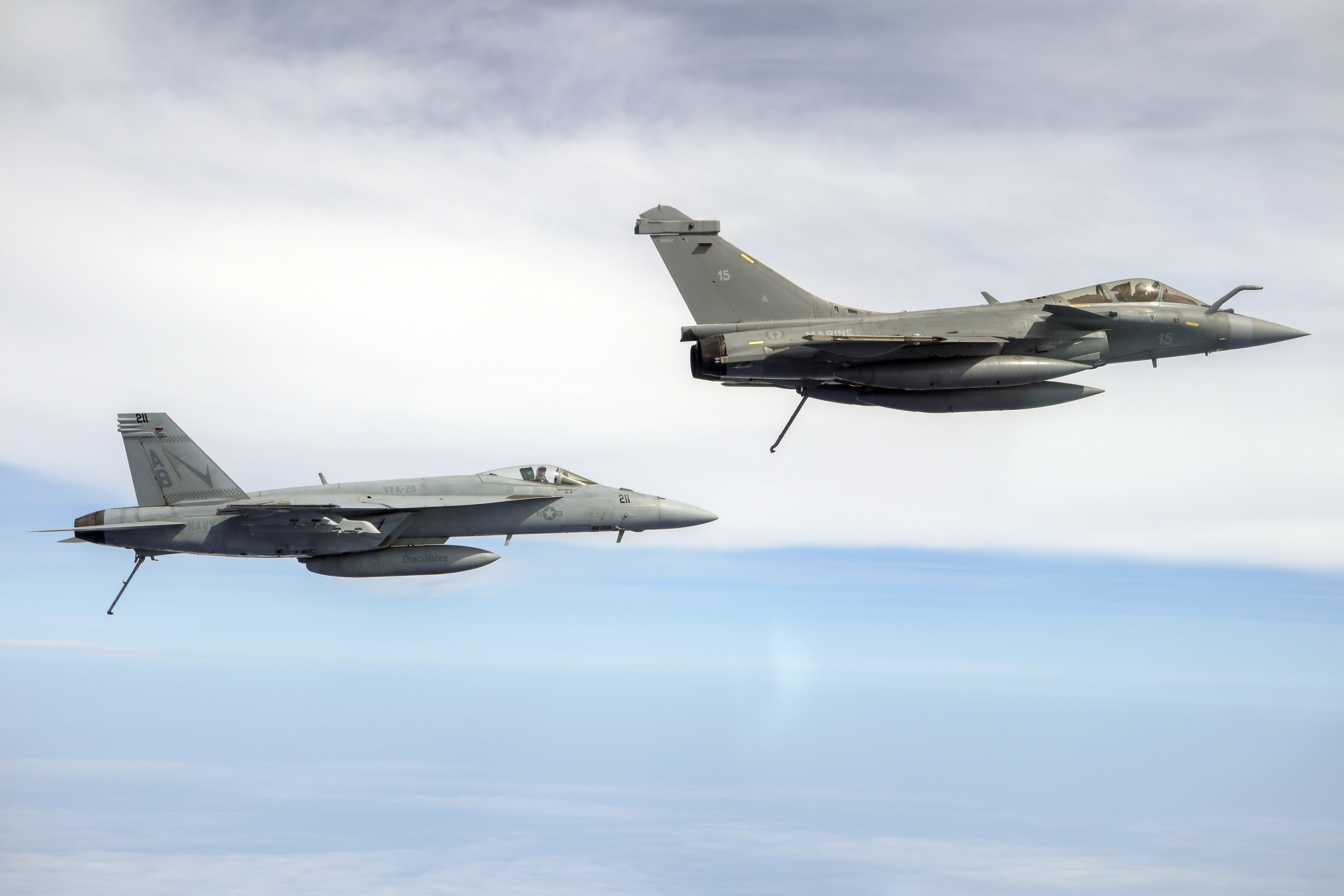
超級大黃蜂与飆風

四代半战斗机主要是指现役四代战斗机的升級型，具備部分第五代戰鬥機的技術指標：主要是随着90年代以来電子學科技的发展，對航电與其他電戰系统进行了大幅升級，如裝備了電子掃描陣列雷達，可發射主動雷達導引的超視距空對空飛彈等；以及随着航空引擎技術的進步，具備部分超音速巡航能力；向量噴嘴應用帶來的超機動；但在气动和匿蹤技术方面没有重大改進。作為第五代戰鬥機全面服役前的過渡機種，雖說是性能低於第五代戰鬥機的過渡機種，但價格上比起昂貴的五代戰機有優勢，其中也有部分是研發時即採用四代半規格的新造戰機。包含下列機型：
- 殲-10B、C
- 殲-11BG
- 歼-15T
- 殲-16
- JF-17 Block 3
- 阵风战斗机
- 台风战斗机T3、T4、T5
- 光輝Mk1A[2]
- 光輝Mk2（英语：Tejas Mk2）
- TEDBF（英语：HAL TEDBF）
- Su-30MKI
- MiG-31BM
- MiG-35
- Su-30SM、MKA、MKM、SM2
- Su-35S
- KF-21 Block I/II[3]
- JAS 39E/F
- F-15E、K、SG、SR、I+
- F-15EX、SA、QA、IA、IDN
- F-16C/D Block70/72(V)、E/F
- F/A-18E/F
- F-2
- F-15JSI